# 仁木インターチェンジ
仁木インターチェンジ（にきインターチェンジ）は、北海道余市郡仁木町東町にある後志自動車道（国道5号倶知安余市道路）のインターチェンジである。

## 歴史
- 2014年（平成26年）度：共和 - 余市間（約28 km）が新規事業化[2]。
- 2025年（令和7年）
  - 2月17日 : IC名称が「仁木IC」で正式決定[1]。
  - 3月23日：仁木IC - 余市IC間の開通に伴い供用開始[1]。

仁木IC以南の供用開始は未定である。

## 周辺
- 仁木駅（JR北海道・函館本線）
- 北海道芸術高等学校
- くだもの公園山田園
- 農村公園フルーツパークにき

## 接続する道路
- 間接接続
  - 国道5号
  - フルーツ街道

## 隣
E5A 倶知安余市道路
仁木南IC（仮称）（事業中） - (14) 仁木IC - (13) 余市IC